# (37180) 2000 WE46
2000 WE46 (asteroide 37180) é um asteroide da cintura principal. Possui uma excentricidade de 0.05077550 e uma inclinação de 9.38408º.
Este asteroide foi descoberto no dia 21 de novembro de 2000 por LINEAR em Socorro.